# اعضای دائم شورای امنیت سازمان ملل

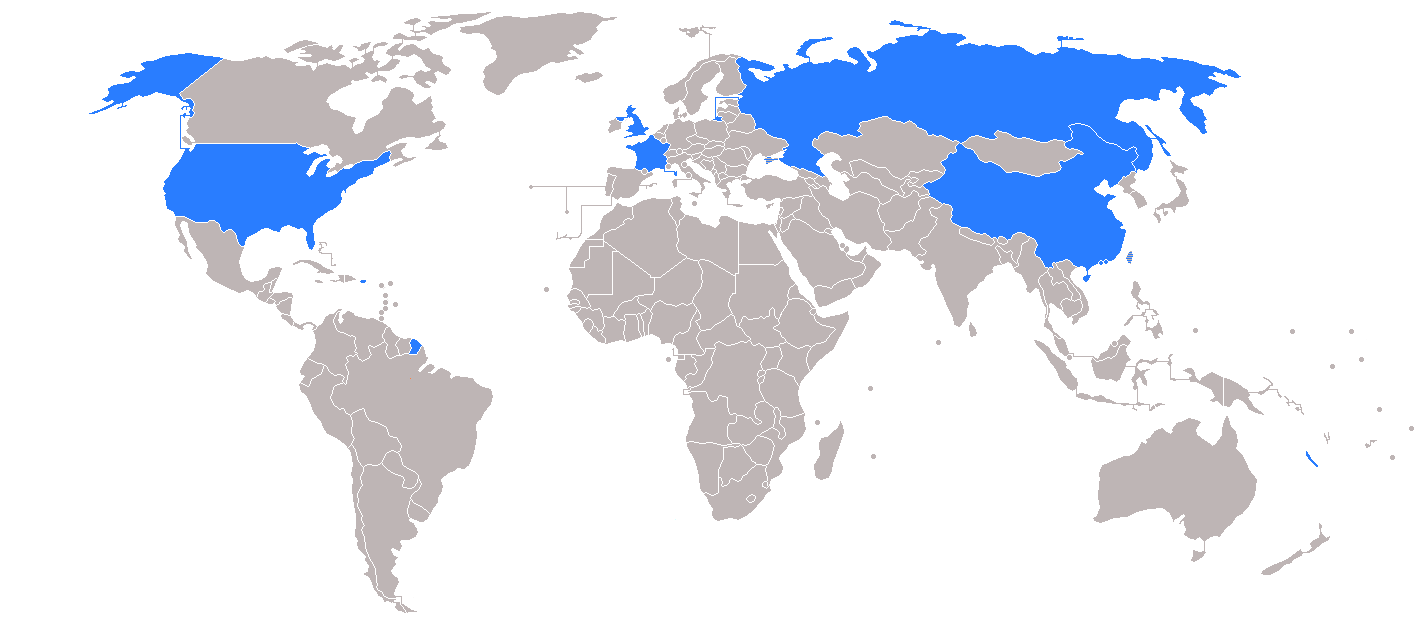
اعضای دائم شورای امنیت سازمان ملل متحد

اعضای دائم شورای امنیت سازمان ملل (به انگلیسی: permanent members of the United Nations Security Council)، که همچنین به عنوان پنج عضو دائم (به انگلیسی: Permanent Five)، پنج قدرت بزرگ (به انگلیسی: Big Five) یا پی۵ (به انگلیسی: P5) شناخته می‌شوند، شامل پنج کشور مستقل چین، فرانسه، روسیه، بریتانیا و ایالات متحده آمریکا است. این اعضا نمایندهٔ به اصطلاح پنج قدرت بزرگ، یا گروه پیروز جنگ جهانی دوم هستند. هر یک از اعضای دائم دارای حق وتو، قادر به جلوگیری از تصویب هر گونه «ماده مانند» یا پیش‌نویس قطعنامه شورا، صرف نظر از سطح حمایت بین‌المللی از آن پیش‌نویس هستند.

## اعضای دائمی
در زیر جدولی اعضای دائم فعلی شورای امنیت سازمان ملل آمده‌است.
(ریچارد نیکسون به رسمیت شناختن دیپلماتیک ایالات متحده آمریکا را با رای به اخراج جمهوری خلق چین تثبیت کرد، سازمان ملل به اخراج چین از شورای امنیت سازمان ملل رای داد و به‌دنبال آن جمهوری خلق چین به موجب قطعنامه‌ای از مجمع عمومی سازمان ملل اخراج شد.)
| کشور     | نمایندگان کنونی         | نمایندگی کشورهای اسبق                                               | رهبران اجرایی فعلی                                             | نمایندگان کنونی |
| -------- | ----------------------- | ------------------------------------------------------------------- | -------------------------------------------------------------- | --------------- |
| چین      | جمهوری خلق چین          | جمهوری چین (۱۹۴۵–۱۹۷۱)                                              | دبیرکل و رئیس‌جمهور: شی جین پینگ نخست‌وزیر شورای دولتی: لی چیانگ | فو کونگ         |
| فرانسه   | جمهوری فرانسه           | دولت موقت جمهوری فرانسه (۱۹۴۵–۱۹۴۶) جمهوری چهارم فرانسه (۱۹۴۶–۱۹۵۸) | رئیس‌جمهور: امانوئل ماکرون نخست‌وزیر: فرانسوا بایرو              | نیکولا دو ریویر |
| روسیه    | فدراسیون روسیه          | اتحاد جماهیر شوروی سوسیالیستی (۱۹۴۵–۱۹۹۱)                           | رئیس‌جمهور: ولادیمیر پوتین نخست‎‌وزیر: میخائیل میشوستین           | واسیلی نبنزیا   |
| بریتانیا | بریتانیا و ایرلند شمالی | —                                                                   | پادشاه: چارلز سوم نخست‌وزیر: کی‌یر استارمر                       | باربارا وودوارد |
| آمریکا   | ایالات متحده آمریکا     | —                                                                   | رئیس‌جمهور: دونالد ترامپ                                        | دوروتی شی       |

## سران کنونی دولت‌های عضو دائم شورای امنیت سازمان ملل متحد
در زیر سران کنونی دولت و حکومت کشورهای عضو دائم شورای امنیت سازمان ملل (دارندگان حق وتو) در سال ۲۰۲۱ نشان‌داده شده‌اند. آن‌ها عبارتند از:
- جمهوری خلق چین
شی جین پینگ
رئیس‌جمهور جمهوری خلق چین
از ۱۴ مارس ۲۰۱۳
(عملاً رهبر دفاکتو از ۱۵ نوامبر ۲۰۱۲)
- جمهوری فرانسه
امانوئل مکرون
رئیس‌جمهور فرانسه
از ۱۴ مهٔ ۲۰۱۷
- فدراسیون روسیه
ولادیمیر پوتین
رئیس‌جمهور فدراسیون روسیه
از ۷ مهٔ ۲۰۱۲
(عملاً رهبر دفاکتو از ۷ مهٔ ۲۰۰۰)

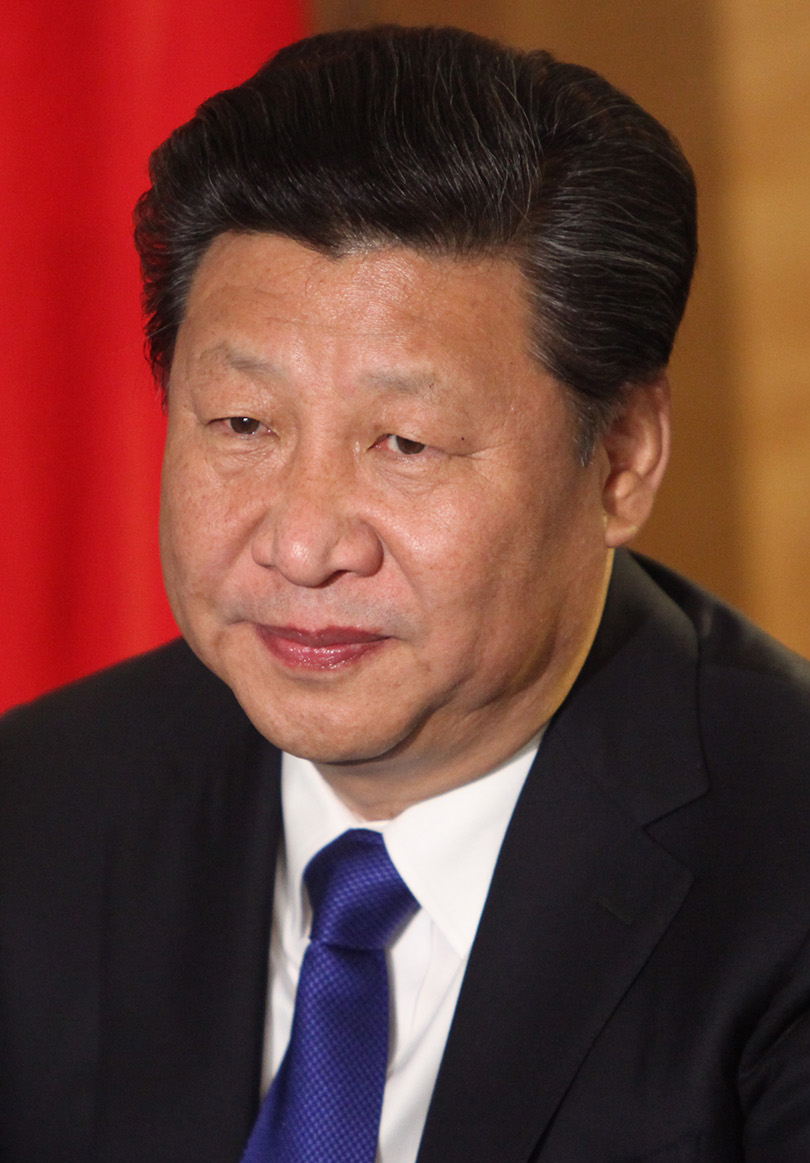
PRC جمهوری خلق چین شی جین پینگ رئیس‌جمهور جمهوری خلق چین از ۱۴ مارس ۲۰۱۳ (عملاً رهبر دفاکتو از ۱۵ نوامبر ۲۰۱۲)
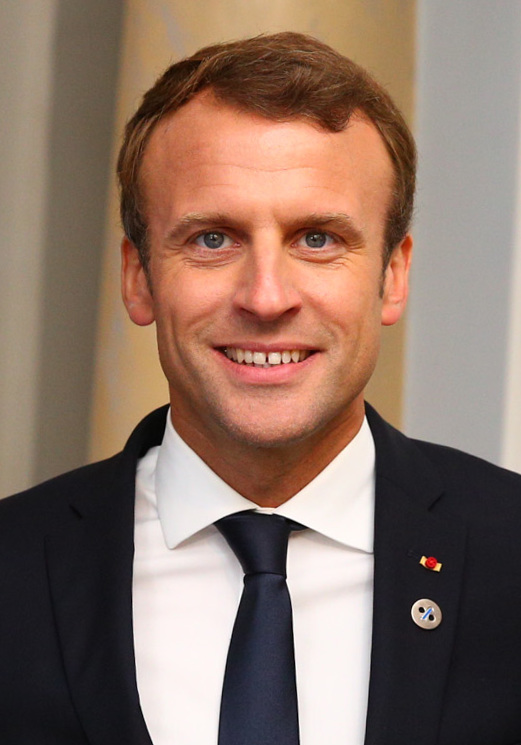
FRA جمهوری فرانسه امانوئل مکرون رئیس‌جمهور فرانسه از ۱۴ مهٔ ۲۰۱۷
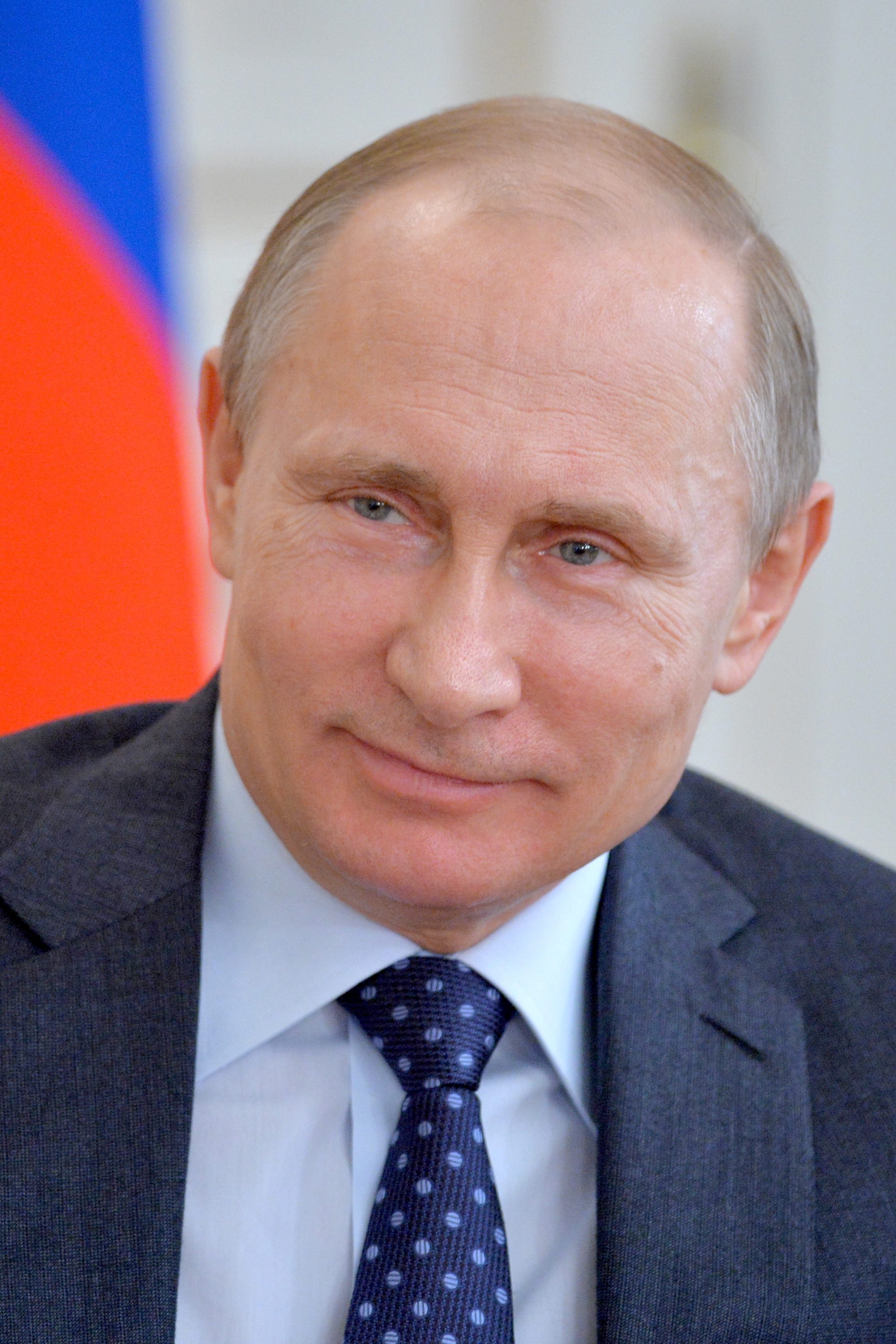
RUS فدراسیون روسیه ولادیمیر پوتین رئیس‌جمهور فدراسیون روسیه از ۷ مهٔ ۲۰۱۲ (عملاً رهبر دفاکتو از ۷ مهٔ ۲۰۰۰)
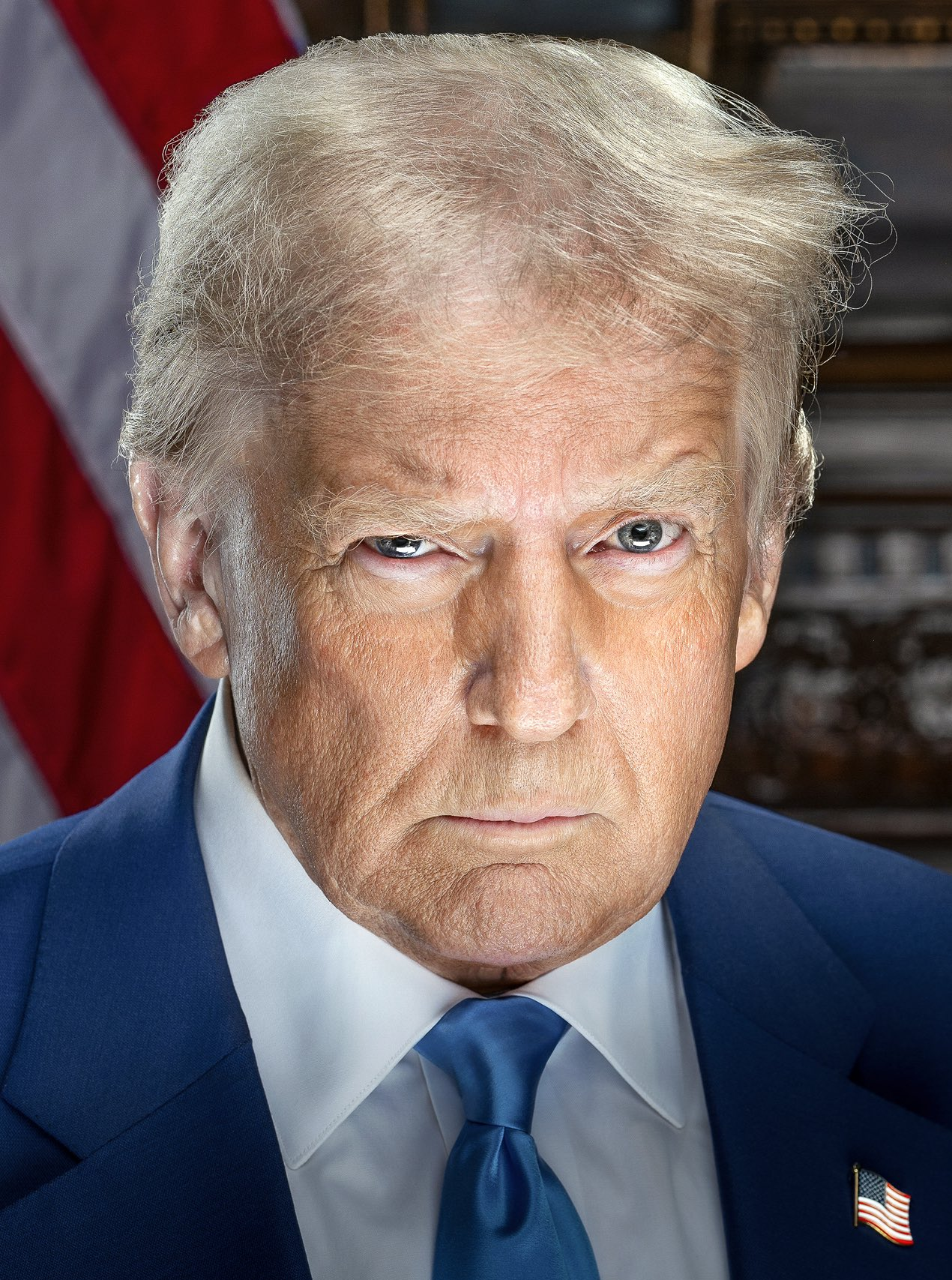
ایالات متحده آمریکا دونالد ترامپ رئیس‌جمهور ایالات متحده آمریکا از ۲۰ ژانویهٔ ۲۰۲۵
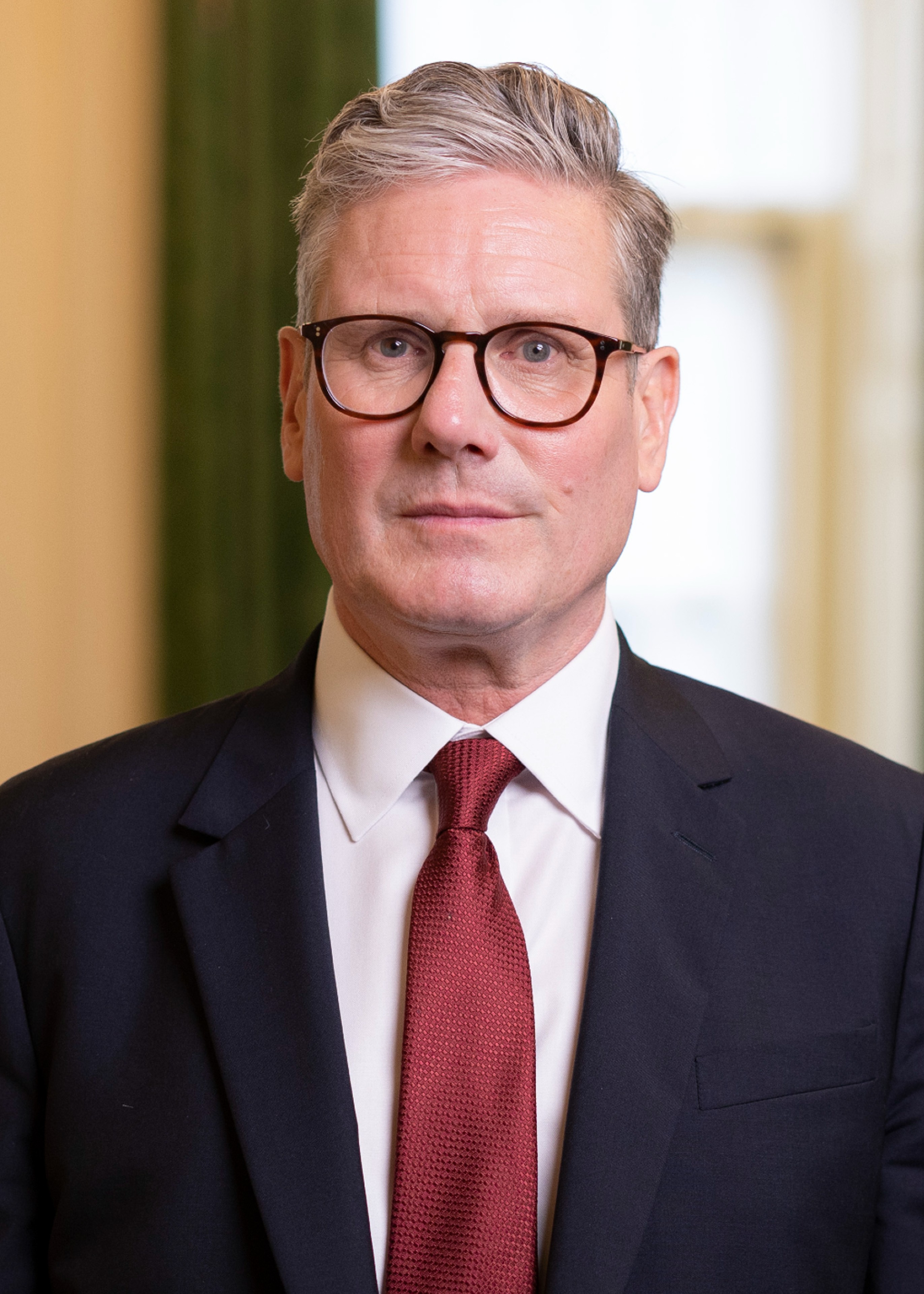
‌ بریتانیا‌ی کبیر
 کی‌یر استارمر
 نخست‌وزیر بریتانیا
 از ۵ ژوئیهٔ ۲۰۲۴